# Lotus M250
La Lotus M250 è una concept car sviluppata nel 2000 dalla casa automobilistica inglese Lotus.

## Contesto
La vettura doveva porsi come un mezzo a metà strada tra la Lotus Esprit e la Lotus Elise, ma le successive valutazioni di mercato fecero desistere la casa britannica dal produrla su scala mondiale.

## Tecnica
Il nome deriva dal propulsore centrale V6 3.0 da 350 CV installato a bordo gestito da un cambio manuale a sei rapporti. Tale propulsore garantisce una velocità limitata elettronicamente di 250 km/h. Rispetto alle altre Lotus, offriva vari optional come aria condizionata, chiusura centralizzata e vetri elettrici. La linea è derivata dagli studi compiuti in ambito sportivo e punta ad offrire il minor coefficiente aerodinamico possibile, pari a 0,15 cx. La carrozzeria pesa meno di 1000 kg grazie al largo impiego di alluminio.